# Dynomene
Genre
Synonymes
- Maxillothrix Stebbing, 1921[2]

Dynomene est un genre de crabes de la famille des Dynomenidae.

## Liste des espèces
Selon World Register of Marine Species (16 décembre 2015) :
- Dynomene filholi Bouvier, 1894
- Dynomene guamensis McLay, 2001
- Dynomene hispida (Latreille, in Milbert, 1812)
- Dynomene kroppi McLay, 2001
- Dynomene pilumnoides Alcock, 1900
- Dynomene praedator A. Milne-Edwards, 1879
- Dynomene pugnatrix de Man, 1889